# Lesula
Lesula (Cercopithecus lomamiensis) je druh opice z čeledi kočkodanovitých žijící ve středním Kongu. Biology byla objevena v roce 2007 a vědecky popsána roku 2012 v odborném časopise PLOS ONE. Opice je vysoká až 65 centimetrů, pohybuje se především po zemi a žije v čtyř- až pětičlenných skupinkách. Samčí srst je neobvykle do modra zbarvená.